# 法兰西文学院
法兰西文学院，全名法兰西铭文与美文学术院（Académie des inscriptions et belles-lettres），法兰西学会（Institut de France）下属的五个学术院（cinq Académies）之一。相对于法兰西学术院（Académie Française），曾被称为“小学术院”（Petite Académie）。

## 名称释义
“铭文”（inscriptions）指刻在建筑、石碑、奖牌、证章上的文字，这种文字的特点是短小精悍，目的是要使它流芳百世，所以需要对内容进行反复推敲、千锤百炼。因此“铭文”属于文学修辞的范畴。
“美文”（belles-lettres），《法汉词典》译为“纯文学”。法文《拉鲁斯普通名词大词典》中的定义是：“文学、修辞、诗歌艺术的总体。”修辞和诗歌也可以由“文学”来概括。

## 主要职能
文学院的主要作用是鼓励和促进历史、考古及文献研究。更具体一点的定义是：从事对古代、中世纪、古典时期文明以及欧洲之外文明的古迹、文献、语言和文化研究。
1786年12月22日的规定指出该院的主要和直接目标是1）语言研究，尤其是东方语言、希腊语和拉丁语；2）有关古代及中世纪建筑、奖章、铭文的研究；……  5）对古人艺术、工艺、科学的研究。
今天，文学院的主要任务偏向于语言学、考古学、法国历史及东方文化研究。

## 名称变迁
1663年由让-巴普蒂斯特·柯尔贝尔（Jean-Baptiste Colbert）成立，曾先后称为“题铭与奖牌王家学术院”、“题铭与美文王家学术院”、“科学与艺术国立学院文学与艺术分部”、“科学与艺术国立学院古代历史与文学分部”，1816年始用“铭文与美文学术院”名称。

## 历史轨迹
文学院的最初任务是为了给路易十四扬名，从而制作建筑及奖章上的铭文和名言，为此它要研究法国王室及古老建筑、古代及当时的奖章及其它历史珍品，因此它也要关注广义的考古及历史。在王室国务秘书热侯摩·菲里波（Jérôme Phélypeaux）的推动下，根据1701年7月16日敕令，文学院变成真正的国家机构。
从1717年出版第一部历史研究论文起，至1793年被解散时止，该学院共出版了317部历史论文，其中多数有关高卢及中世纪：古代地理、文学、历史科学（题铭学、奖章学、印章学等）、机构历史、道德风俗等。因其研究建立在考古等原始资料上，所以享有严肃认真、质量上乘的声誉。
在法国大革命时期被取消，根据1816年3月21日敕令，重新恢复“铭文与美文学术院”。

## 学院构成
文学院最初院士很少，至1701年增至40名成员：10名名誉院士、10名寄宿院士、10名自由合作院士、10名学生。1715年增加6名外国合作院士。现在是55名院士，40名外国合作院士，100名通讯院士，其中50名外国通讯院士。

## 权力机关
跟其它学术院一样，文学院权力机关由院长、副院长和持久秘书组成，他们由院士选举产生。
持久秘书任期六年，可连选连任，他对外代表本院，并负责行政、财政、联络、出版、组织会议及撰写会议报告等。
院长任期一年，必要时协助常任秘书，他负责主持学院会议，并作学院年度工作总结报告。
副院长任期一年，他协助院长工作，一年后自动接任院长职务，根据传统，在秋季学术院隆重开馆后，各种奖项的获奖者名单由副院长宣布。

## 核心成员
2009年文学院权力核心成员为：
院长：安德烈· 沃谁（André Vauchez）
副院长：皮埃尔-西勒万·菲流杂（Pierre-Sylvain Filliozat）
持久秘书：让·勒克朗（Jean Leclant）